# Bodotria spinifera
Bodotria spinifera är en kräftdjursart som beskrevs av Gamo 1986. Bodotria spinifera ingår i släktet Bodotria och familjen Bodotriidae. Inga underarter finns listade i Catalogue of Life.